# Veulettes-sur-Mer
Veulettes-sur-Mer är en kommun i departementet Seine-Maritime i regionen Normandie i norra Frankrike. Kommunen ligger i kantonen Cany-Barville som tillhör arrondissementet Dieppe. År 2022 hade Veulettes-sur-Mer 280 invånare.

## Befolkningsutveckling
Antalet invånare i kommunen Veulettes-sur-Mer
| Referens: INSEE |